# Przekopnica długowidełkowa
Przekopnica długowidełkowa (Triops longicaudatus) – gatunek przekopnicy zamieszkujący małe, okresowo wysychające zbiorniki wodne w Ameryce Północnej, Południowej i Środkowej oraz jako gatunek inwazyjny w Japonii, jest także spotykany na niektórych wyspach na Pacyfiku.

## Taksonomia
Niekiedy wyróżnia się dwa podgatunki: Triops longicaudatus longicaudatus oraz Triops longicaudatus intermedius opisany z Nowej Kaledonii. Dwa gatunki dawniej uważane za synonim T. longicaudatus: T. newberryi i T. oryzaphagus, otrzymały ponownie status gatunkowy w 1997, uważa się, że populacje z Ameryki Południowej i Środkowej też mogą być w rzeczywistości odrębnymi gatunkami.

## Tryb życia
W środowisku naturalnym przekopnice te żyją od 40 do 70 dni. Żywią się głównie detrytusem, rzadziej małymi insektami. Rozmnażają się najczęściej płciowo, jednak występują także populacje rozmnażające się partenogenetycznie, samice mogą jednorazowo złożyć od 10 do 100 jaj. Po wykluciu młode przekopnice osiągają zdolność do reprodukcji po około 7 dniach. Dorosłe osobniki mierzyć mogą ok. 7,5 cm.